# Josef Schusser
Josef Schusser, narozený jako Josef Sušr, někdy uváděn též jako Josef Šusr (10. března 1864 Choltice – 21. srpna 1941 Praha), byl český akademický malíř a vysokoškolský profesor.

## Život
Narodil se v Cholticích v rodině Františka Šusra, kováře a zvířecího léčitele. Původně se vyučil knihkupcem a nějaký čas pracoval v "Grégrově a Dattlově" knihkupectví v Praze. V letech 1893-1897 studoval figurální malířství na pražské malířské akademii u profesora Vojtěch Hynaise. Po absolutoriu odešel do Mnichova, kde se zdokonaloval na malířské akademii u profesora J. C. Hertericha. V roce 1898 se oženil s Miladou Havelkovou, dcerou spisovatele Jana Havelky. Ta se rovněž stala malířkou. Kresbu ji učil Mikoláš Aleš. 
V letech 1896 až 1900 členem Spolku výtvarných umělců Mánes. Krátce působil jako jednatel spolku a v r. 1900 jako zodpovědný redaktor ve Volných směrech, kde jej střídá progresivní Jan Kotěra. Není doloženo, zda následně se stává členem Jednoty umělců výtvarných. F. X. Harlas jej v r. 1902 řadí do skupiny "Mimo družstvo". 
Od roku 1902 vyučuje na pražské Uměleckoprůmyslové škole, kde je v letech 1916 až 1927 profesorem všeobecné malby se zaměřením na figurální a ornamentální kresbu a malbu. Mezi jeho žáky patřili např. Vladimír Pukl, Bořivoj Žufan, Vilém Hlobil, Miloš Malina, Emanuel Hrbek, Ludovít Fulla, Petr Dillinger, Zdenka Mokrá-Burghauserová, Jozef Bendík, Vlastimil Lažanský a mnoho dalších. 
Několikrát za svůj život navštívil Anglii a Francii, kde pracoval jako úspěšný portrétista. 
Zemřel polozapomenut mimo pozornost veřejnosti v r. 1941, jeho poslední výstavu soudobý tisk chybně datoval k roku 1908. Spolu se svou manželkou je pochován na hřbitově v Bubenči.

## Dílo
Josef Schusser se věnoval malbě portrétů, figurálním kompozicím, žánrové malbě a okrajově také krajinomalbě. Vystavoval pravidelně s Krasoumnou jednotou v letech 1892 až 1914, po roce 1900 vystavoval rovněž s Jednotou umělců výtvarných. 
V roce 1896 při příležitosti výstavy Krasoumné jednoty K. M. Čapek-Chod (Světozor, 1. 5. 1896) vyzdvihl jeho dílo Ukolébavka se šerosvitným osvětlením selské světnice: "představuje slavnostní vstup velikého talentu s určitým hotovým už uměleckým profilem". Obrazy Večer na pastvě (1893), Míla Slavíčková (1895) a Májový večer (1897), malované pod vlivem Hynaisova luminismu a impresionismu, jsou považovány nastupující generací Mařákových žáků za klíčová díla řešící tehdejší problém číslo jedna - propojení figury s krajinou. Jeho tvorbu v tomto období vyzdvihoval i Antonín Slavíček, který řešil obdobné výtvarné problémy. Ve Volných směrech (6/1897) ji pozitivně hodnotí K. L. Klusáček.
Dáma s červeným slunečníkem (1898). Národní listy jej nazvaly "...obrazem své doby senzačním prudkou barevností a dodnes životným...". Teoretikové umění jej zpravidla srovnávají s příbuznou kompozicí Maxe Švabinského. Mezi jeho další známá díla patří Noc (1895), Sen letní noci (1898),  Dáma v loďce a Hlava stařeny. V r. 1898 vystavuje obraz Kolébka ve Vienna Secession.
Z krajinářské tvorby je nutné zmínit jeho syntonos Sluneční paprsky v lese (1897-1998) vystavený v Galerii Kroupa, který plně snese srovnání s obdobnými díly Antonína Slavíčka a Otakara Lebedy.
S nepříznivou kritikou K. B. Mádla (Národní listy 27. 4. 1902) se setkal jeho triptych Osud - Život - Volnost, který vystavil v Rudolfinu v r. 1902. Je mu vyčítána poplatnost dílům F. Stucka a A. Böcklina. Kritik však poukazuje na nesporné světelné kvality dalších dvou obrazů Studie dívky a Nocturna s motivem nočně ztemnělé Vltavy a Prahy.
Po roce 1900 maluje převážně podobizny, portrétuje např. kníž. Jiřího Lobkowicze, hudebního skladatele Ludvíka Lošťáka a houslistu Jana Kubelíka. Řada jeho podobizen však byla vystavena s pozitivním ohlasem již před rokem 1900 na výstavách v Rudolfinu nebo na výstavách spolku Mánes (např. Podobizna architekta D., Podobizna slečny H., Podobizna Dra. Hlavy). Zlatá Praha publikuje i některé jeho další práce, které se vrací k původním námětům, např. V pampeliškách (1918) a Lesní idyla (1918). Zátiší s ovocem z r. 1918 naznačuje, že ve své pozdní tvorbě inklinoval spíše ke staromistrovskému pojetí malby. Jeho umělecké směřování se tedy vyvíjelo podobně jako u některých dalších talentovaných žáků prof. Vojtěcha Hynaise, kteří po roce 1900 opustili spolek Mánes, např. Oldřich Homoláč, Vratislav Hlava a Adolf Wiesner.
Dílo Josefa Schussera je relativně málo četné. Na domácím trhu s uměním se prakticky neobjevuje. V institucionálních sbírkách je zastoupen pouze v Národní Galerii Praha, Západočeské galerii v Plzni, Galerii Středočeského kraje a v  Muzeu umění Olomouc. Impresionistický obraz Dáma v loďce je v majetku Slovenské národní galerie.

## Galerie

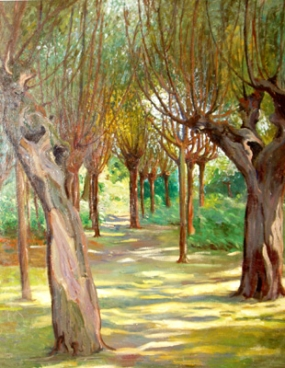
Josef Schusser  Vrby
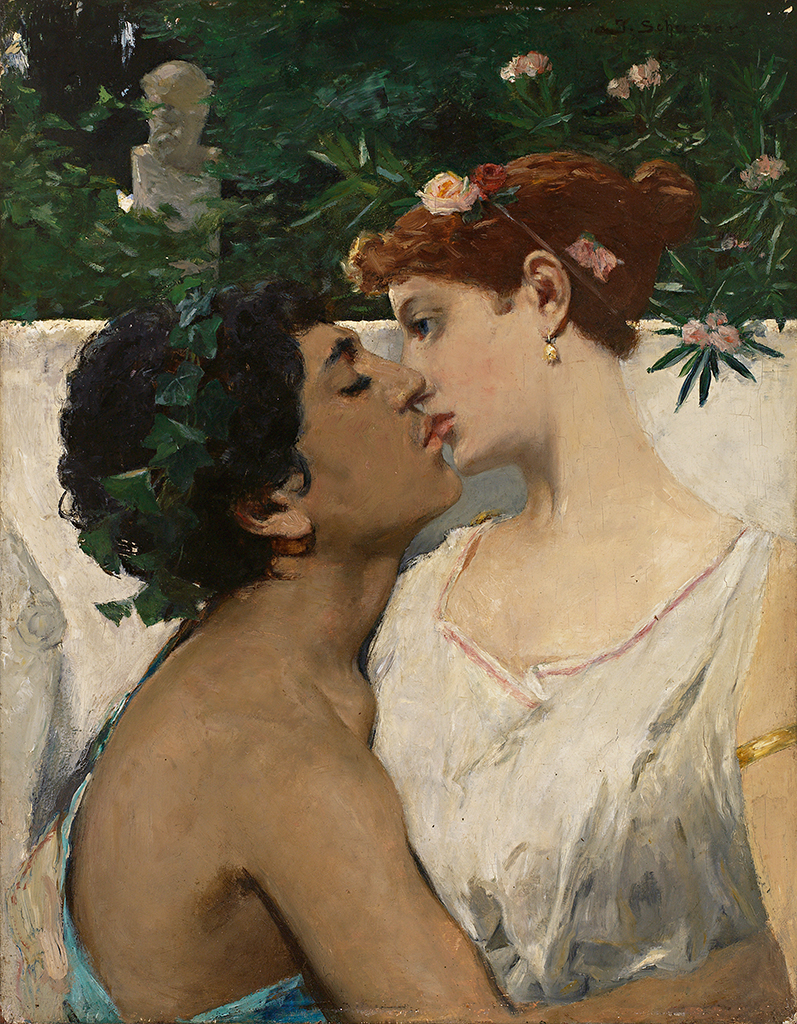
Josef Schusser Líbající se pár
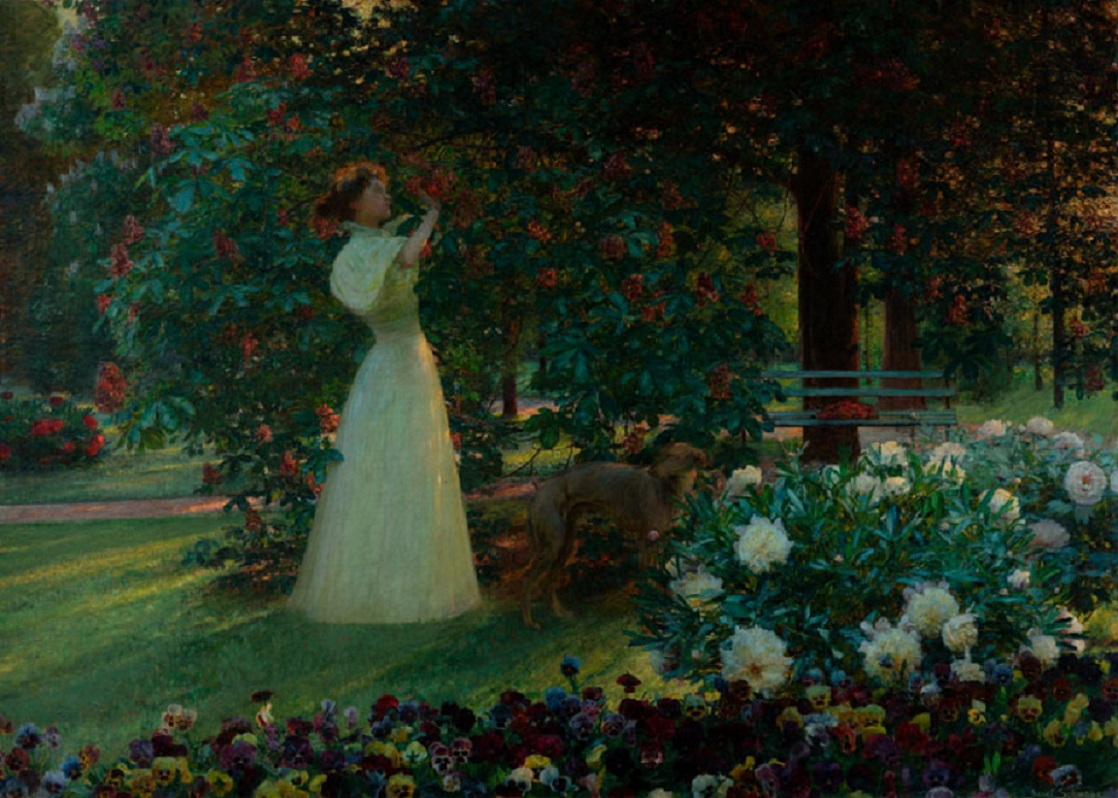
Josef Schusser Májový večer (1897)
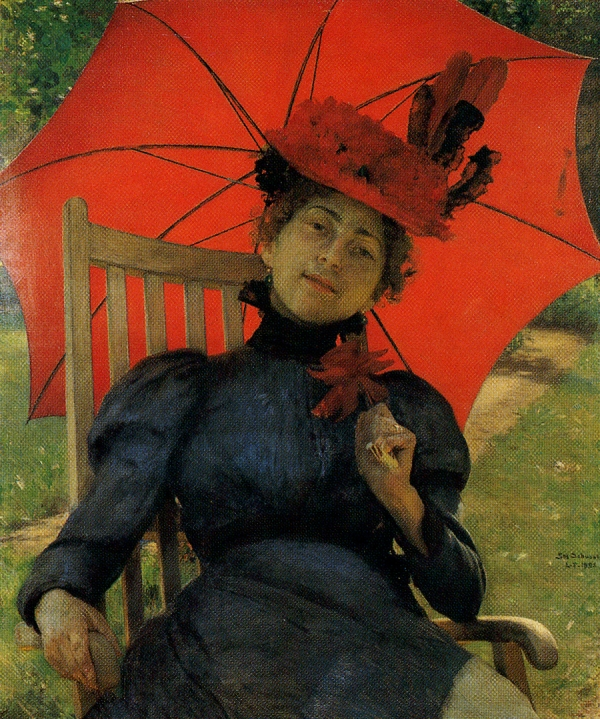
Josef Schusser Dáma s červeným slunečníkem (1898)
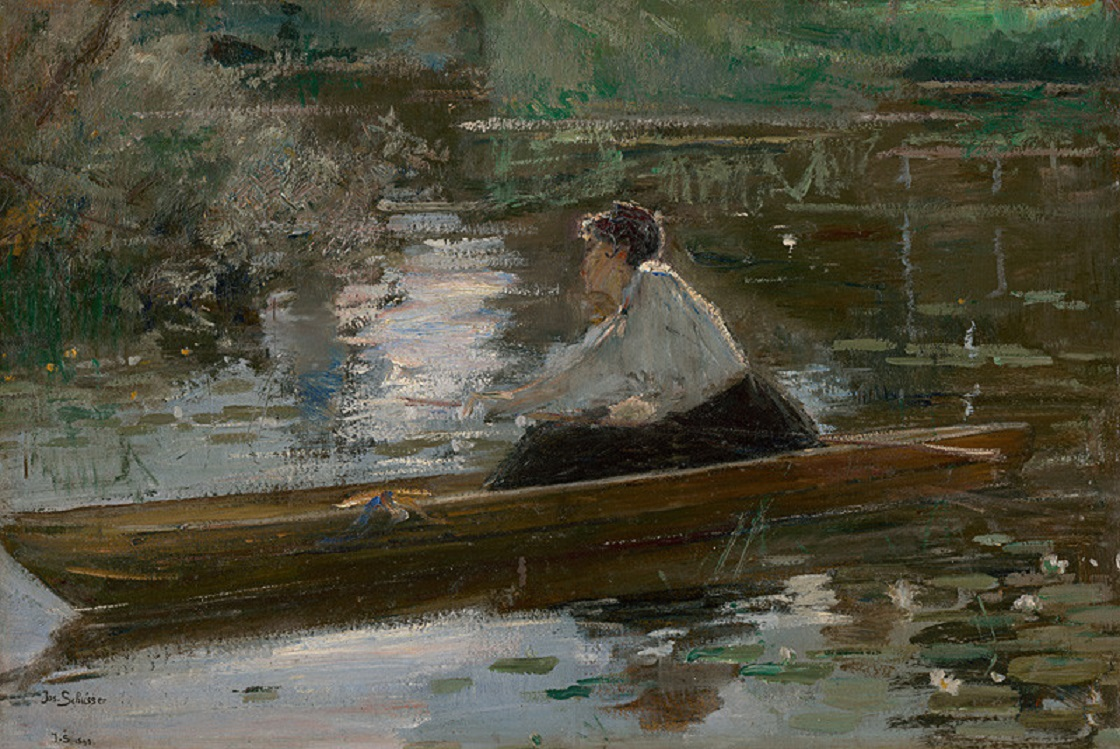
Josef Schusser Dáma v loďce
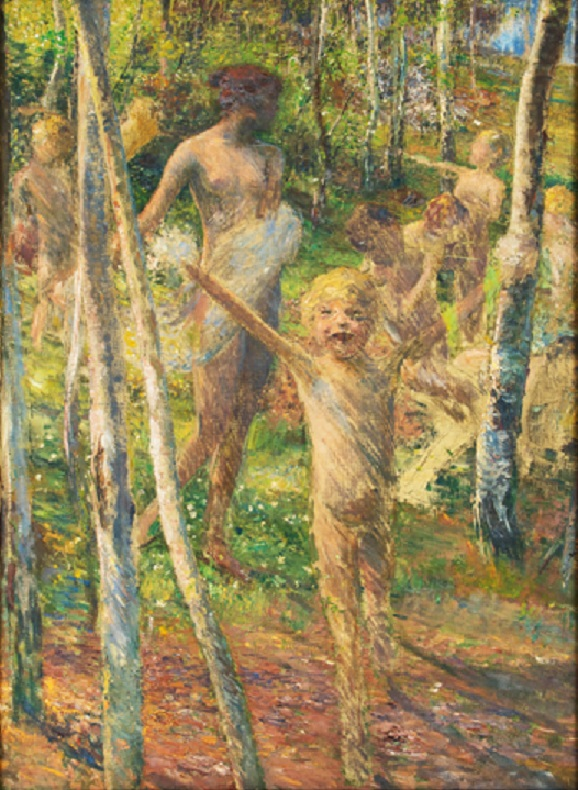
Josef Schusser Secesní výjev
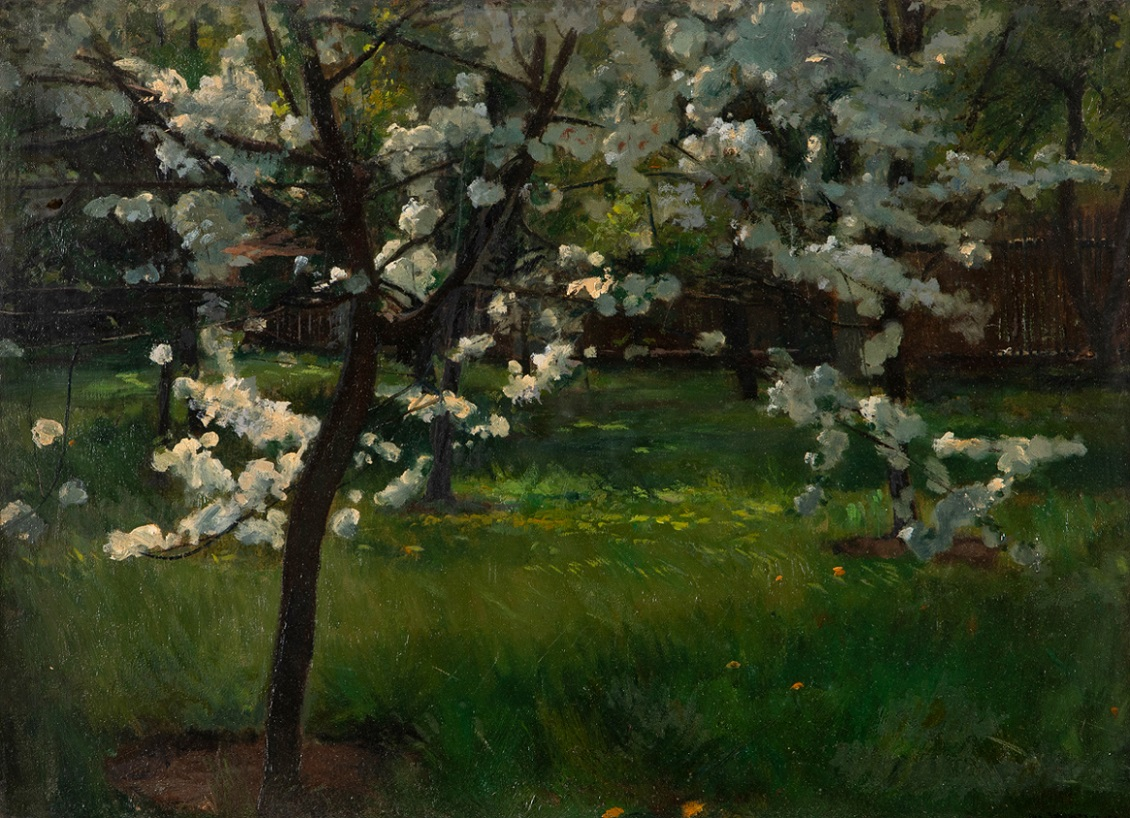
Josef Schusser Kvetoucí jabloně
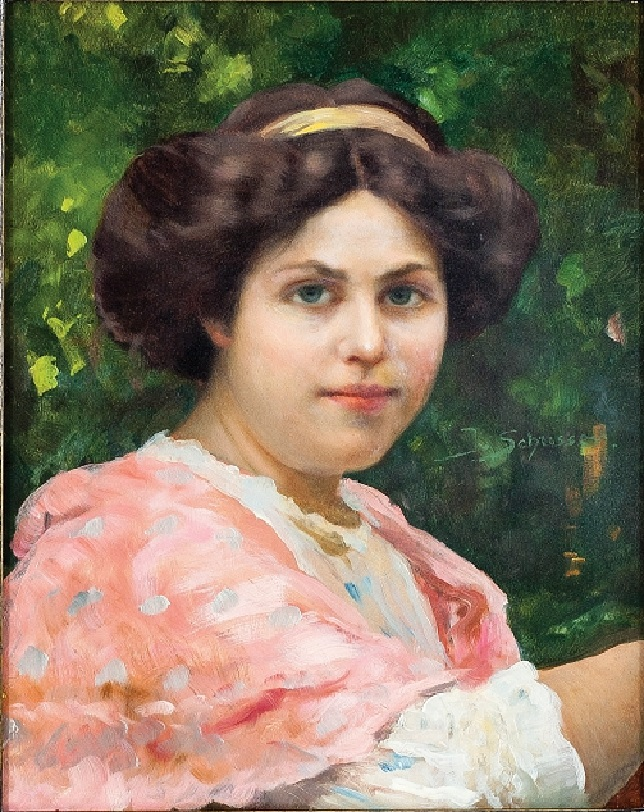
Josef Schusser Dívka v růžovém
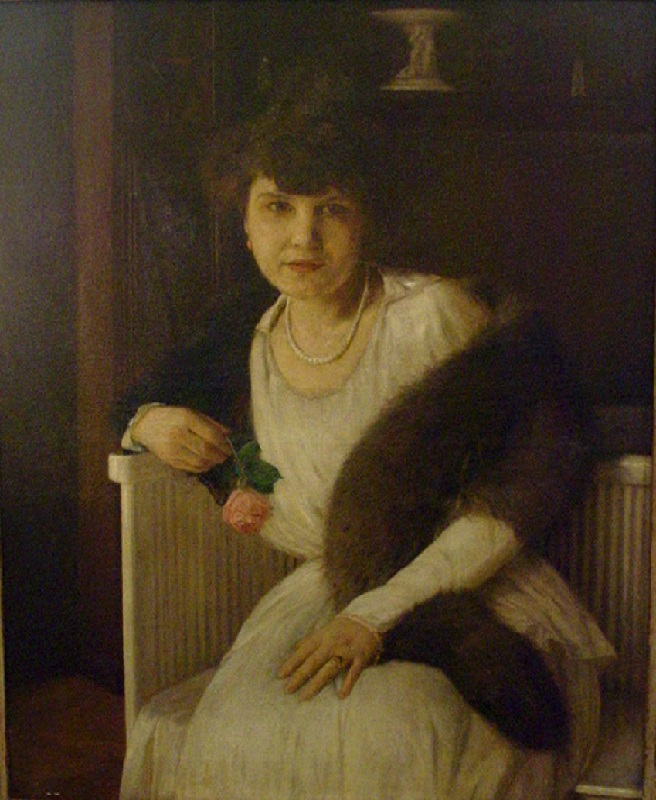
Josef Schusser Donna con Ermellino (1918)